# Château de Vallon-Pont-d'Arc
Le château de Vallon-Pont-d'Arc est un château situé sur la commune éponyme dans l'extrême sud du département de l'Ardèche.

## Historique
Le premier château de la ville était situé sur la colline dite du Chastelas à l'est de l'agglomération actuelle. Incendié en 1559 au début des guerres de Religion, il est reconstruit puis de nouveau détruit par les  troupes protestantes du duc de Rohan en 1628. En 1629, après la capitulation de Privas, le roi Louis XIII affranchit toutes les places protestantes du Vivarais, dont Vallon-Pont-d'Arc et impose une amende de dix mille livres aux habitants protestants et l'obligation de construire un nouveau château pour le seigneur du moment, et où celui-ci le décidera.
Il choisit de faire construire au lieu-dit Saint-Saturnin où existait une construction en ruines de la fin du XVIe siècle qui servit de base pour l'actuel château. Les travaux commencèrent en 1630 et s'achevèrent en 1639. Les murs furent construits en galets et en pierres, dans la continuité des restes des anciennes fondations.
En 1748 la famille Merle de Lagorce achète la demeure. La municipalité acquiert le bâtiment aux héritiers d'Henriette Merle de Lagorce en 1847 pour la somme de 42 000 francs, et y installe successivement écoles, justice de paix, logement de pasteur, télégraphe, pesée des cocons...
Le château est aujourd'hui l'hôtel de ville, il est ouvert au public.

## Architecture
Le château de Vallon se présente comme un corps de logis rectangulaire interrompu,  flanqué de tours d'angles arasées. Long de sept travées, ce bâtiment comporte deux étages nobles et un attique percé de demi-fenêtres. 
À l'intérieur : un hall d'une quinzaine de mètres de hauteur où figure l'escalier en pierre d'Orgnac classé monument historique. Il est garni d'une rampe, chef-d'œuvre de ferronnerie. La façade principale est dotée d'un contrefort d'angle datant du XVIIIe siècle.

## Les tapisseries d'Aubusson
Le château conserve sept tapisseries d'Aubusson du XVIIe siècle issues d'une collection de soixante-dix provenant pour la plus grande partie du château de Montréal à la suite du mariage d'Anne-Charlotte d'Hautefort de Lestrange, fille du seigneur de Montréal, et du comte de Vallon. Elles avaient été placées dans le château en 1770 et étaient comprises dans la vente. Malheureusement, lors de l'acquisition du château par la commune, on découvrit que les tapisseries étaient restées roulées, et abandonnées dans le grenier. L'État s'était engagé en 1893 à assurer leur restauration, qui eut lieu finalement de 1951 à 1955, à la manufacture des Gobelins.
Toutes de couleurs flamboyantes et aux bordures raffinées, six d'entre elles représentent des épisodes de La Jérusalem délivrée, poème de Le Tasse contant un récit de la Première Croisade. La septième, quant à elle, représente une leçon de greffage en fente. Elles sont exposées dans la salle des mariages, ancien salon de compagnie.

## Protections
Le vestibule d'accès à la salle du conseil municipal fait l’objet d’une inscription au titre des monuments historiques depuis le 6 juin 1939.
L'escalier et sa rampe en fer forgé font l’objet d’un classement au titre des monuments historiques depuis le 20 mars 1946.
Les façades et toitures font l’objet d’une inscription au titre des monuments historiques depuis le 7 décembre 1970.